# 송산포도휴게소
송산포도휴게소(松山葡萄休憩所, Songsan Podo Service Area)는 경기도 화성시 송산면 평택시흥고속도로 25 (고정리)에 위치한 평택시흥고속도로와 수도권제2순환고속도로의 고속도로 휴게소이다. 양방향 모두 휴게소가 통합형으로 존재하며, 서해안고속도로의 행담도휴게소, 영동고속도로의 덕평자연휴게소와 비슷한 구조 형태로 건설되었다. 2013년 3월 28일 평택시흥고속도로가 개통되면서 개장하였으며, 그 당시 명칭은 송산휴게소였으나, 송산포도를 홍보하려는 화성시의 요청에 의해 같은 해 4월에 현재의 송산포도휴게소로 명칭이 변경되었다.

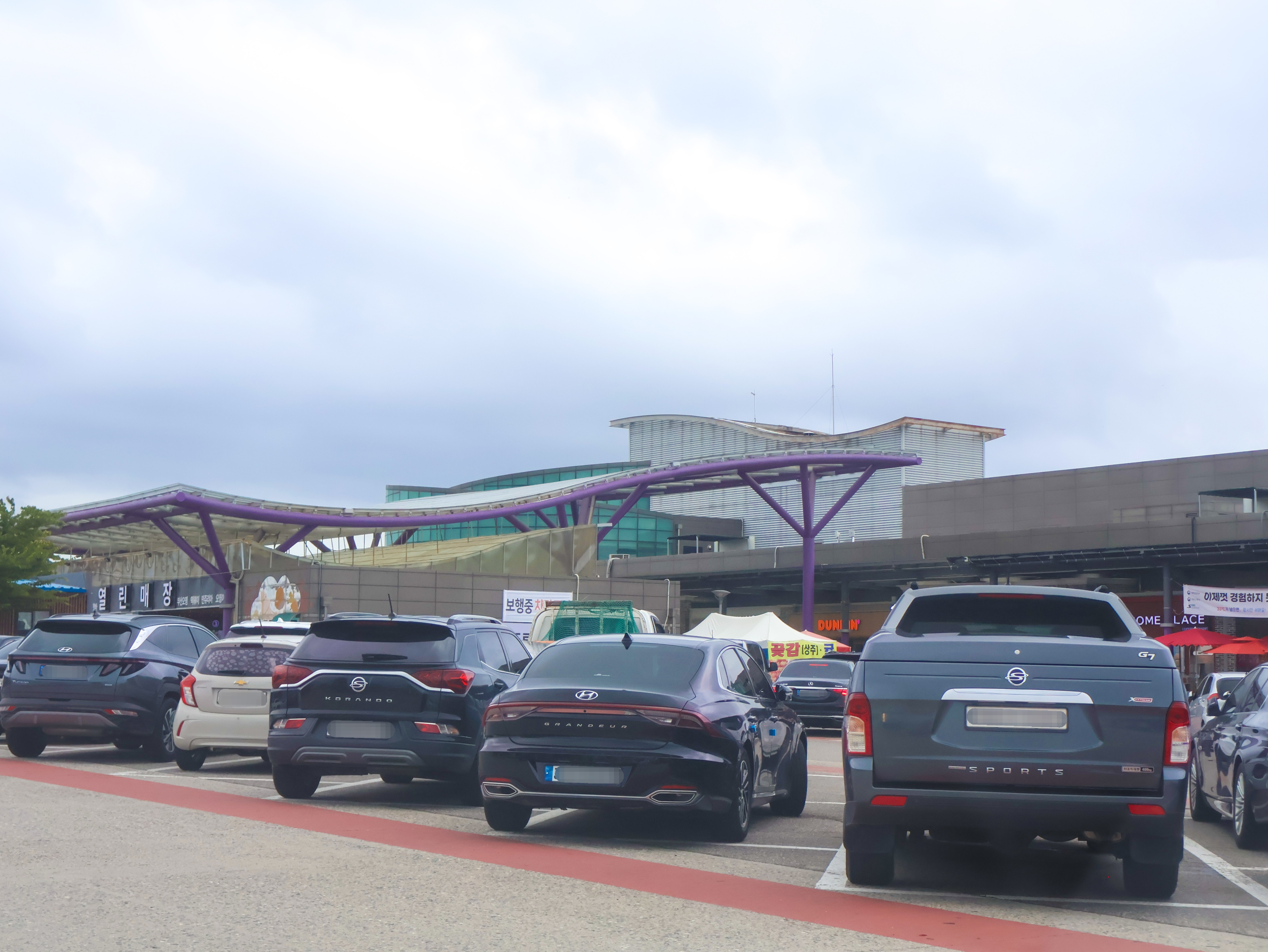
주차장 (2024년 7월)

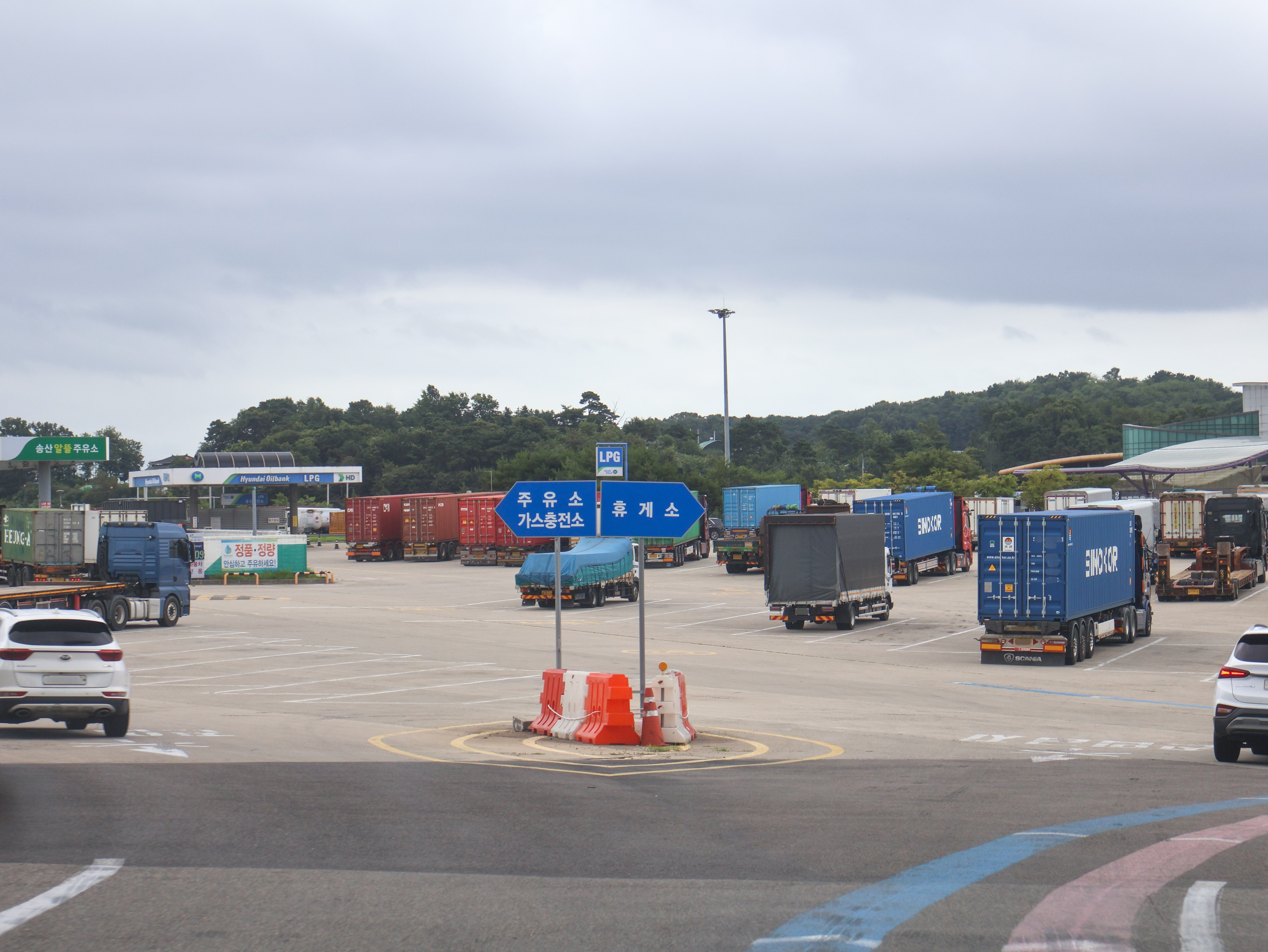
입구 (좌회전 시 가스충전소 및 주유소
. 우회전 시 휴게소로 진입할 수 있다.)

## 시설
- 브랜드매장 : FILA, PAT, SALEWA, 엘르, 콜핑, 던킨, 롯데리아, 엔제리너스, 나뚜루, 카카듀, 모든요일 (편의점)
- 정유소, LPG 충전소 : HD현대오일뱅크 (양방향)
- 경정비소 : 없음
- 화물휴게소 : 없음
- 대표음식 : 정일품 (영양갈비탕, 맛나제육정식, 산들비빔밥, 바지락순두부찌개, 우렁된장찌개, 두부김치찌개, 소고기등심국밥), 경양식 (히레돈가스정식, 히레돈가스, 돈가스, 생선가스, 불고기덮밥, 카레덮밥, 김치철판볶음밥, 오므라이스, 충무김밥, 잔치국수, 메밀비빔국수, 판메밀국수, 냉메밀국수, 칼국수), 라면 (굴해장라면, 황태해장라면, 새우해장라면, 야채라면, 정통라면), 우동 (유부우동, 순생선살어묵우동, 냄비우동, 왕새우튀김우동, 유부초밥우동, 알밥우동정식, 자장면)
- 북위 37° 14′ 13″ 동경 126° 45′ 23″ / 북위 37.236858°  동경 126.756438°

## 전후
평택 방향
- 송산마도 나들목 ← 송산포도휴게소 ← 남안산 나들목
- 고속도로 기점 ← 송산포도휴게소 ← 고속도로 종점

시흥 방향
- 송산마도 나들목 → 송산포도휴게소 → 남안산 나들목
- 고속도로 기점 → 송산포도휴게소 → 고속도로 종점

양평 방향
- 송산마도 나들목 ← 송산포도휴게소 ← 남안산 분기점
- 오산행복휴게소 ← 송산포도휴게소 ← 고속도로 종점

시흥 방향
- 송산마도 나들목 → 송산포도휴게소 → 남안산 분기점
- 오산행복휴게소 → 송산포도휴게소 → 고속도로 종점